# 1442
El 1442 (MMCDXLII) fou un any comú iniciat en dilluns pertanyent a la baixa edat mitjana.

## Esdeveniments
Països Catalans
Resta del món
- 11 d'agost - Tortosa: Convocació de les Corts Catalanes (Corts de Tortosa) per la reina Maria de Castella.
- Alfons el Magnànim és coronat rei de Nàpols.
- Andrea del Castagno pinta la Mort de la Mare de Déu i Jan van Eyck Sant Jeroni al seu estudi.

## Naixements
Països Catalans
Resta del món
- 28 d'abril - Rouen (Normandia): Eduard IV d'Anglaterra, rei d'Anglaterra de 1461 fins al 1470 i del 1471 fins al 1483 (m. 1483).[1]

## Necrològiques
Països Catalans
Resta del món
- 29 d'agost - Casal de la Touche (Nantes): Joan V de Bretanya, duc de Bretanya entre 1439 i 1442.
- 14 de desembre - Saumur (França): Violant d'Aragó, fou princesa d'Aragó i reina titular de Nàpols (1400 - 1417) i comtessa consort de Provença (1400 - 1417).[2]
- 19 de desembre - Győr (Regne d'Hongria): Elisabet de Luxemburg, consort d'Hongria i Bohèmia, i duquessa consort d'Àustria.